# トゥー・ウィークス・ノーティス
『トゥー・ウィークス・ノーティス』（原題: Two Weeks Notice）は、2002年のアメリカ映画。ヒュー・グラントとサンドラ・ブロック共演のロマンティック・コメディ。

## ストーリー
弁護士のルーシー・ケルソンはとても正義感の強い女性で、社会奉仕活動にも積極的に参加していた。彼女は地元ニューヨークの歴史ある公民館の取り壊しに反対するため、取り壊しを強行しようとしている最大手の不動産企業ウェイド社のCEOであるジョージ・ウェイドに直談判を試みる。一方ジョージは、優秀な弁護士を捜している最中だったこともあり、ルーシーの度胸を気に入り、彼女に公民館取り壊しを白紙にすることを条件に自分の下で働くよう提案する。こうして出会った二人だが、性格や価値観の違いから衝突を繰り返していく。だが、次第にその関係に変化が起こる。

## キャスト
※括弧内は日本語吹替
- ジョージ・ウェイド - ヒュー・グラント（加藤亮夫）
- ルーシー・ケルソン - サンドラ・ブロック（朴璐美）
- ジューン・カーバー - アリシア・ウィット（岡寛恵）
- ルース・ケルソン - ダナ・アイヴィ（谷育子）
- ラリー・ケルソン - ロバート・クライン（石波義人）
- メリル・ブルックス - ヘザー・バーンズ（棚田恵美子）
- ハワード・ウェイド - デヴィッド・ヘイグ（後藤哲夫）
- トニー - ドリアン・ミシック（楠大典）
- トム - ジョナサン・ドクシッツ
- メラニー・コーマン - ヴィエンヌ・コックス
- ヘレン・ウェイド - シャーロット・マイヤー（定岡小百合）
- ティファニー - キャサリン・ウィニック
- 本人役 - ドナルド・トランプ
- 本人役 - ノラ・ジョーンズ
- 本人役 - マイク・ピアッツァ（木村雅史）
- 本人役、クレジットなし - 新庄剛志[2]

## スタッフ
- 監督・脚本：マーク・ローレンス
- 製作：サンドラ・ブロック
- 製作総指揮：ブルース・バーマン、メアリー・マクラグレン
- 撮影：ラズロ・コヴァックス
- 音楽：ジョン・パウエル
- 編集：スーザン・E・モース